# Troglophilus spinulosus
Troglophilus spinulosus är en insektsart som beskrevs av Lucien Chopard 1921. Troglophilus spinulosus ingår i släktet Troglophilus och familjen grottvårtbitare. Inga underarter finns listade i Catalogue of Life.